# Christoph Menardi

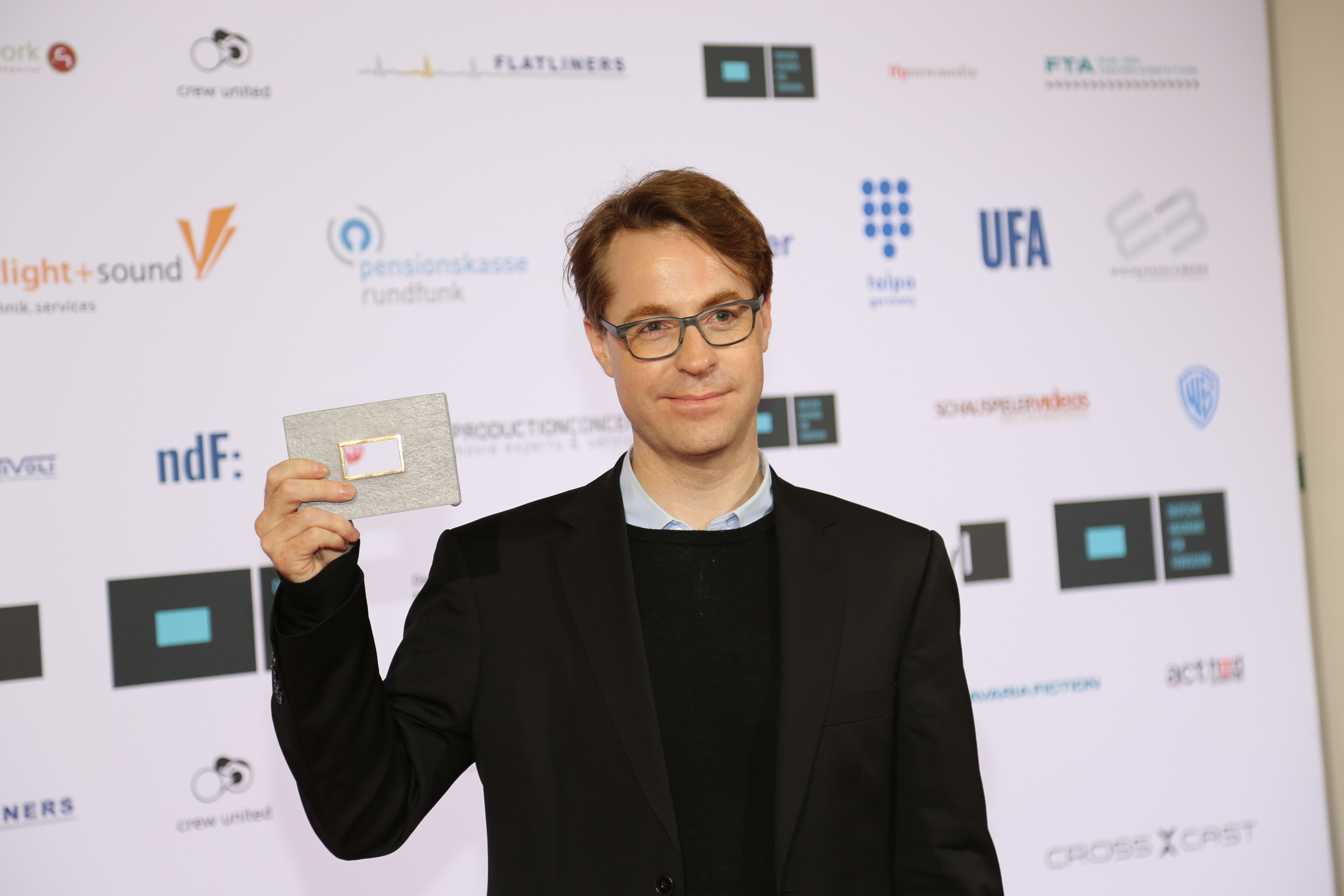
Christoph Menardi (2017)

Christoph Menardi ist ein deutscher Filmproduzent.

## Leben
Menardi ist Betriebswirt und Absolvent der Hochschule für Fernsehen und Film München in München. Nach seinem Abschluss war er zunächst als Producer bei Hofmann & Voges Entertainment sowie als Geschäftsführer für die Odeon Film tätig. Seit 2000 ist er als Geschäftsführer und Produzent bei NEOS Film beschäftigt. 2017 wurde Menardi gemeinsam mit Till Schauder für die Produktion des Dokumentarfilms Glaubenskrieger von der Deutschen Akademie für Fernsehen ausgezeichnet.

## Filmografie (Auswahl)
- 2006: Französisch für Anfänger
- 2009: John Rabe (Koproduktion)
- 2010: Ein Leben auf Probe (Koproduktion)
- 2012: Schatzritter und das Geheimnis von Melusina (Koproduktion)
- 2017: Glaubenskrieger
- 2024: Der Vierer